# George Bergstrom
George Edwin Bergstrom, född 1876, död 1955, var en amerikansk arkitekt av norsk härkomst. Hans mest kända verk är USA:s försvarshögkvarter Pentagon.

## Bakgrund
George Bergstrom föddes 1876 i Neenah, Wisconsin som den äldste sonen till George Bergstrom som hade immigrerat från Norge. Han tog en kandidatexamen i teknik och naturvetenskap på Massachusetts Institute of Technology 1899 och bosatte sig två år senare i Los Angeles, Kalifornien.